# Brackenridgea madecassa
Brackenridgea madecassa là một loài thực vật có hoa trong họ Ochnaceae. Loài này được (H. Perrier) Callm. mô tả khoa học đầu tiên.